# Гарвуд (Північна Дакота)
Гарвуд (англ. Harwood) — місто (англ. city) в США, в окрузі Кесс штату Північна Дакота. Населення — 794 особи (2020).

## Географія
Гарвуд розташований за координатами 46°58′19″ пн. ш. 96°52′35″ зх. д. / 46.97194° пн. ш. 96.87639° зх. д. (46.971947, -96.876261).  За даними Бюро перепису населення США в 2010 році місто мало площу 3,29 км², з яких 3,27 км² — суходіл та 0,01 км² — водойми. В 2017 році площа становила 3,12 км², з яких 3,10 км² — суходіл та 0,02 км² — водойми.

## Демографія
Згідно з переписом 2010 року, у місті мешкало 718 осіб у 241 домогосподарстві у складі 216 родин. Густота населення становила 218 осіб/км².  Було 248 помешкань (75/км²).
Расовий склад населення:
| - 98,6 % — білих - 0,8 % — корінних американців - 0,1 % — чорних або афроамериканців |

До двох чи більше рас належало 0,4 %. Частка іспаномовних становила 0,1 % від усіх жителів.
За віковим діапазоном населення розподілялося таким чином: 29,8 % — особи молодші 18 років, 65,0 % — особи у віці 18—64 років, 5,2 % — особи у віці 65 років та старші. Медіана віку мешканця становила 34,4 року. На 100 осіб жіночої статі у місті припадало 105,7 чоловіків;  на 100 жінок у віці від 18 років та старших — 107,4 чоловіків також старших 18 років.
Середній дохід на одне домашнє господарство  становив 99 323 долари США (медіана — 88 333), а середній дохід на одну сім'ю — 102 861 долар (медіана — 89 286). За межею бідності перебувало 0,6 % осіб, у тому числі 0,0 % дітей у віці до 18 років та 0,0 % осіб у віці 65 років та старших.
Цивільне працевлаштоване населення становило 543 особи. Основні галузі зайнятості: освіта, охорона здоров'я та соціальна допомога — 26,7 %, роздрібна торгівля — 10,7 %, будівництво — 9,9 %.